# The Discworld Mapp
The Discworld Mapp is een wereldkaart van de Schijfwereld, getekend door Stephen Player en gebaseerd op de Schijfwereldboeken van de Britse schrijver Terry Pratchett. Aan de omslag van de kaart is een 30 pagina's tellend boekje bevestigd.
Nadat eerder de plattegrond van Ankh-Meurbork (The Streets of Ankh-Morpork) was uitgegeven, vond Terry Pratchett het tijd voor een kaart van de Schijfwereld. Hij had in 1995 een kleine 20 Schijfwereldboeken geschreven en had een duidelijke referentiekaart nodig, zodat hij geen overduidelijke fouten in zijn toekomstige boeken zou schrijven. Net als bij de plattegrond van Ankh-Meurbork deed Stephen Briggs het meeste werk: hij spitte alle boeken door en onderzocht Pratchett's archieven en tekeningen.
De uitvouwbare kaart is iets meer dan 70 x 70 cm en toont de Schijfwereld, en de kop en vier peddel-achtige poten van de grote A'Tuin, de kosmische schildpad. In het bijgevoegde boekje staan naast inleidingen van Terry Pratchett en Stephen Briggs de avonturen van enkele ontdekkingsreizigers van de Schijfwereld beschreven, namelijk generaal Sir Roderick Purdeigh, Lars Larsnephew, Llamedos Jones, Lady Alice Venturi, Ponce da Quirm en Venter Borass. Verder bevat het boekje een Discological History van de Schijfwereld en een index van plaatsen die op de kaart niet met naam vermeld zijn.